# Heteropoda nyalama
Heteropoda nyalama là một loài nhện trong họ Sparassidae. Loài này được phát hiện ở Trung Quốc.